# Boci, boci tarka
A Boci, boci tarka egy ismeretlen eredetű gyermekmondóka, dalocska. Egyes források szerint a dal sváb műdal, míg egy másik nézet szerint egyéb, német eredetű, de semmiképp nem (magyar) népdal (vélhetően a dallam nem túl magyaros mivolta miatt következtetnek ezekre).
Kodály Zoltán pedagógiai elvei alapján a gyermekkel zenei anyanyelvét, vagyis a magyar népzenét kell elsajátítani, s csak később – iskolás korban - próbálkozhatunk más népek dalainak megtanításával, illetve a zeneirodalom értékes alkotásainak tanításával. A gyermeket természetesen nem csak a pedagógus által közvetített zenei hatások érik. Családi körben többféle zenei stílust is hall, s sokszor nem a legértékesebbek közül. Fogékonyságának, kíváncsiságának köszönhetően felfigyel, megszeret, s részleteiben meg is tanul olyan dallamokat, amelyeket Forrai Katalin megfogalmazása szerint „ nemkívánatos dalok”-nak nevezünk. [forrai, 1986:20.] Ilyen például a Boci, boci tarka kezdetű dal is, amelyet sokszor hallunk bölcsődében, s szövege miatt igen népszerű a kisgyermekek között. Mit is tehetünk ilyen esetben, ha a gyermektől hallunk ilyen dallamokat? Mindenképpen meg kell őt hallgatnunk szeretettel és figyelmesen, ezzel egy magatartási mintát nyújtunk számára. Meg is dicsérhetjük pl. mert szépen mondja a szöveget, csengő hangon énekel, stb.  Ne építsünk gátlásokat benne azzal, hogy ledorongoljuk, hiszen nem az ő vétke, hogy nem feltétlenül zenei értéket énekel. S biztosan tudjuk egy hasonló témájú, de zenei fejlődését szolgáló másik dallammal elterelni a figyelmét az általa énekelt dallamról.

## Szövege
| Boci, boci tarka, Se füle, se farka, Oda megyünk lakni, Ahol tejet kapni. | Boci, boci megfázott, Varrtam neki nadrágot, Nem akarta felvenni, Ágyba kellett fektetni. |

Erdélyben a „Kicsi kutya tarka" változatot ismerik:
| Kicsi kutya tarka, Se füle, se farka, Mégis olyan tarka, Mint a macska farka. | Kicsi kutya megfázott, Varrtam neki nadrágot, Nem akarta felhúzni, Nem tud benne táncolni. |

Erdélyben ezt a változatot is ismerik:[forrás?]
| Boci, boci tarka, Se füle, se farka, Azért olyan tarka, Mert füle se farka, | Boci, boci tarka, Se füle, se farka, Itt maradunk lakni, Itt lehet tejet kapni. |

## Feldolgozások
Ismertek stílusparódiái a 19. századtól napjainkig:
- Karinthy Frigyes: Eszperente[6][7]

Tehenek gyermeke, tehenek gyermeke, fekete pettyekkel tele. Sem szerve, mellyel zengzeteket felvegyen, sem szerve, mellyel legyeket elhessegessen.
- Varró Dániel[8]
- 1953-ban Innocent-Vincze Ernő Boci-boci tarka címmel írt operettet, amely a mezőgazdaság kollektivizálását és a falusi osztályharcot dolgozta fel, s melynek végén a paraszt primadonna és a traktoros bonviván matyó népdalszvit hangjaira esküszik egymásnak örök hűséget.[9]
- Irigy Hónaljmirigy (gospel-feldolgozás)[10]